# Сејлем (Ајова)
Сејлем (енгл. Salem) град је у америчкој савезној држави Ајова. По попису становништва из 2010. у њему је живело 383 становника.

## Демографија
Према попису становништва из 2010. у граду је живело 383 становника, што је -81 (-17.5%) становника више него 2000. године.
| Група             | 2000.       | 2010.       |
| Белци             | 451 (97,2%) | 364 (95,0%) |
| Афроамериканци    | 0 (0,0%)    | 2 (0,5%)    |
| Азијати           | 2 (0,4%)    | 3 (0,8%)    |
| Хиспаноамериканци | 3 (0,6%)    | 10 (2,6%)   |
| Укупно            | 464         | 383         |